# Ramond de la Croisette
Paul Alexis Ramond de la Croisette, dit Charles (Paris, 14 avril 1796 - Paris, 10 juillet 1849), est un auteur dramatique français.

## Biographie
Archiviste à la Chambre des députés dès 1809, sous-chef de la division des procès-verbaux (1846), ses pièces, souvent signées Charles furent représentées sur les plus grandes scènes parisiennes du XIXe siècle : Théâtre de l'Odéon, Théâtre du Vaudeville, Théâtre du Gymnase-Dramatique, etc.
Après un procès avec la direction du Théâtre du Vaudeville concernant la pièce La leçon de Mathématiques aucune de ses pièces n'est alors plus jamais représentée. Il entre pourtant en 1834 dans la Société du Caveau, ce qui peut laisser supposer qu'il publiait encore à cette époque sous un pseudonyme qui n'a pas été identifié.

## Œuvres
- L'Hôtel Bazancourt, vaudeville en 1 acte, 1817
- Les Marieurs écossais ou Une matinée à Gretna-Green, comédie vaudeville en 1 acte, 1820
- La Suite du Folliculaire ou l'Article en suspens, comédie-vaudeville en 1 acte, avec Armand d'Artois, Langlé, Eugène Scribe et Théaulon, 1820
- Le Baptême de village, ou le Parrain de circonstance, vaudeville en 1 acte à l'occasion du baptême de Son Altesse Royale Mgr le duc de Bordeaux, avec Marc-Antoine-Madeleine Désaugiers, Fulgence de Bury, Michel-Joseph Gentil de Chavagnac et Paul Ledoux, théâtre du Vaudeville, 1821
- La Créancière, comédie-vaudeville en 2 actes, avec Emmanuel Théaulon, 1821
- Les Femmes romantiques, comédie-vaudeville, avec Théaulon, 1822
- Une journée à Montmorency, tableau-vaudeville en 1 acte, avec Théaulon et Ferdinand Langlé, 1822
- Une visite aux Invalides, à-propos mêlé de couplets à l'occasion de la Saint-Louis, 1822
- Le Magasin de lumière, scènes à-propos de l'éclairage par le gaz, avec Langlé, Mathurin-Joseph Brisset et Théaulon, 1823
- Le Comte d'Angoulême, ou le Siège de Gênes, avec Fulgence de Bury, Michel-Joseph Gentil de Chavagnac et Paul Ledoux, 1823
- Le Siège de Gênes, comédie héroïque en deux actes, avec Chavagnac, Ledoux et de Bury, 1823
- Mr Manuel, 1824[3]
- Mes derniers vingt sols, vaudeville en 1 acte, avec Théaulon, 1824
- Grétry, opéra-comique en 1 acte, avec de Bury et Ledoux, 1824
- Le Béarnais, ou la Jeunesse de Henri IV, comédie en 1 acte et en vers libres, avec de Bury et Ledoux, 1825
- La Fête du roi, ou le Remède à la goutte, comédie en 1 acte et en vers, avec Paul Ledoux, 1826[4]
- La Leçon de mathématiques, comédie-vaudeville en un acte, 1827[5]
- J'épouse ma femme, vaudeville en 1 acte, 1828
- Mon rêve, ou J'étais ministre, non daté

## Distinctions
- Chevalier de la Légion d'honneur (14 mai 1845)
- Officier de la Légion d'honneur (23 mai 1848[6]